# Parque do Cantagalo

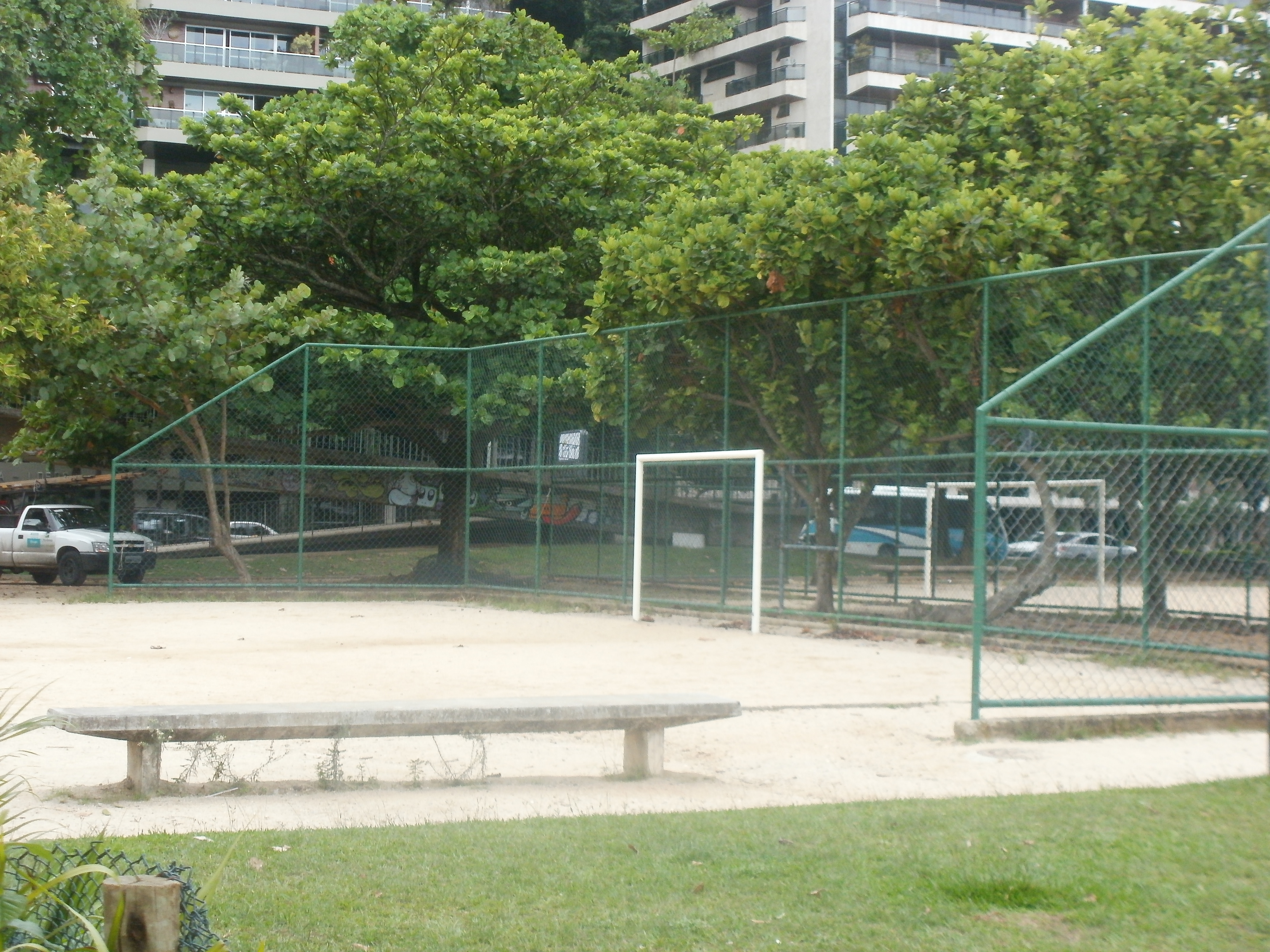
Um dos campos de futebol que integram o Parque do Cantagalo, em 2011.

O Parque do Cantagalo é um parque urbano situado no bairro da Lagoa, na Zona Sul da cidade do Rio de Janeiro. Com cerca de 14 mil m² de área, localiza-se em uma das margens de um trecho da Avenida Epitácio Pessoa, a sudeste da Lagoa Rodrigo de Freitas.
O parque foi reinaugurado em 30 de junho de 2012 após passar por obras executadas pela Fundação Geo-Rio que visaram estabilizar o solo da região, alvo de afundamento há anos. Durante as obras, houve também a revitalização do espaço urbano.
O local conta com diversas quadras esportivas, destinadas a jogos de vôlei, basquete, tênis e baisebol. Alguns campos de futebol, um posto e um estacionamento também integram o espaço público.
Em março de 2017, o parque recebeu uma edição do Lagoa Bier Fest. O evento contou com shows gratuitos, food trucks, opções de cervejas artesanais e um espaço infantil.
O logradouro recebeu o nome Parque do Cantagalo por estar situado próximo ao Morro do Cantagalo. O morro abriga o conjunto de favelas do Cantagalo-Pavão-Pavãozinho, que possui cerca de 5 mil moradores.